# Prisión de Sarposa
La Prisión de Sarposa es una prisión de alta seguridad en Kandahar, en el país asiático de Afganistán, que se utiliza para albergar a los militantes talibanes y otros criminales, incluyendo traficantes de drogas. La prisión ha sido objeto de dos grandes escapes, la primera vez en un ataque coordinado en mayo de 2008 y más recientemente en una escapada de un túnel que se produjo en abril de 2011. Según los analistas de inteligencia estadounidenses los talibanes utilizan la cárcel como una "prisión política". El recluso de Guantánamo Abd Al Rahim Abdul Raza Janko dijo haber sido victíma de tortura en la cárcel a manos de los talibanes.